# Ascobolus winteri
Ascobolus winteri är en svampart som beskrevs av Rehm 1891. Ascobolus winteri ingår i släktet Ascobolus och familjen Ascobolaceae.   Inga underarter finns listade i Catalogue of Life.